# Space Channel 5
Space Channel 5 (スペースチャンネル5 Supēsu Channeru Faibu?) är titel på ett spel utvecklat av det japanska företaget Sega. Första versionen av spelet släpptes ursprungligen till Dreamcast.
Ulala är huvudfiguren i spelet. Apollo Smile är den person som lånar ut sin röst till Ulala.